# Peter Clodt von Jürgensburg

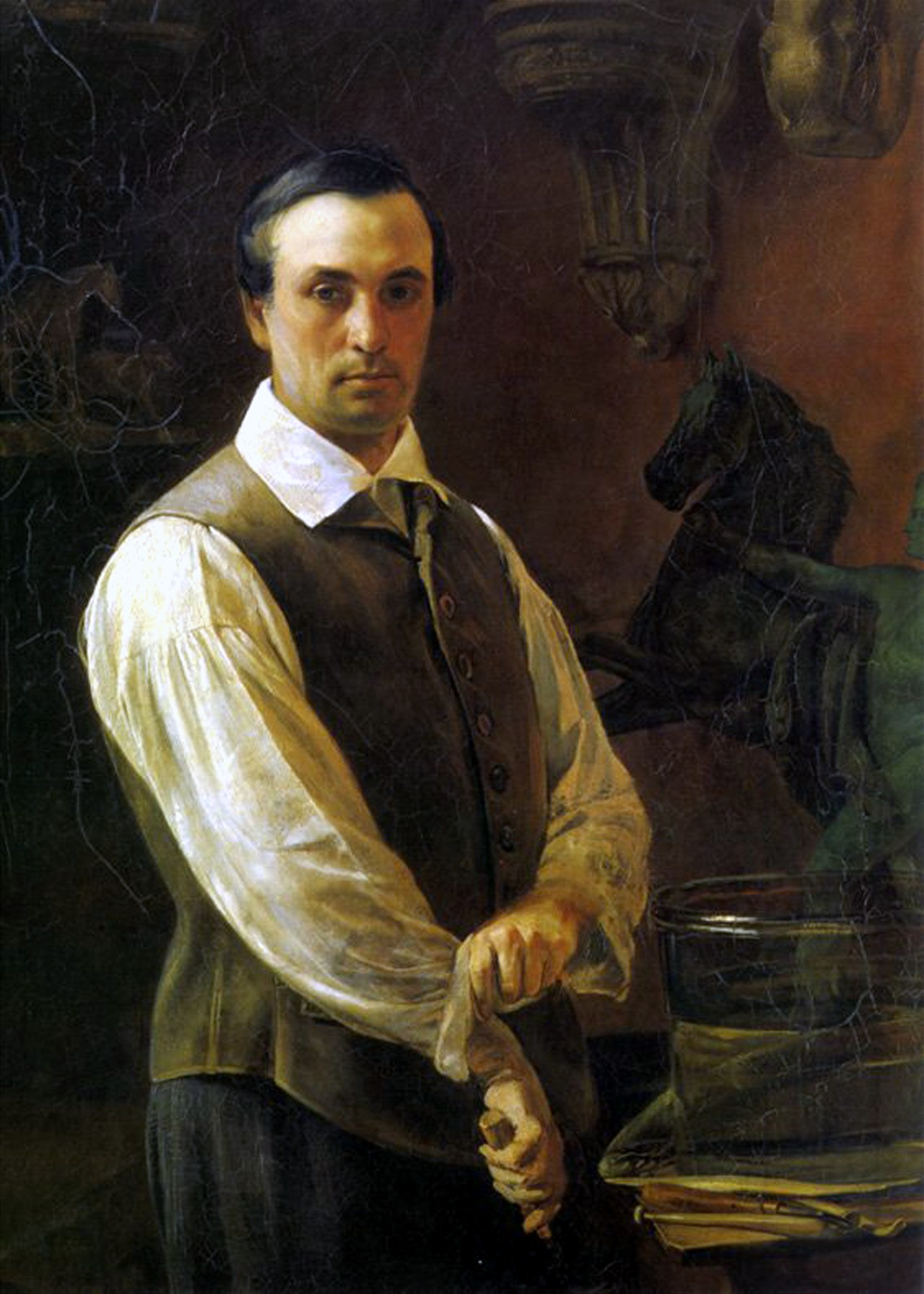
Peter Clodt von Jürgensburg, Porträt von Tadeusz Gorecki, 1850

Peter Jakob Clodt von Jürgensburg (russisch Пётр Карлович Клодт фон Юргенсбург Pjotr Karlowitsch Klodt von Jurgensburg; * 24. Maijul. / 5. Juni 1805greg. in Sankt Petersburg, Russisches Kaiserreich; † 8. Novemberjul. / 20. November 1867greg. in Chalala, Großfürstentum Finnland) war ein russischer Bildhauer deutschbaltischer Abstammung. Er schuf unter anderem das Standbild des Heiligen Wladimir in Kiew, das Iwan-Krylow-Denkmal in Sankt Petersburg und das Reiterstandbild Nikolaus I. ebenda. Als seine Meisterwerke gelten die Rossebändiger vor dem Berliner Schloss (heute vor dem Kammergericht), die er für die Anitschkow-Brücke in Sankt Petersburg und den Palazzo Reale in Neapel wiederholte. Clodt war einer der bedeutendsten Bildhauer des Realismus in Russland.

## Leben

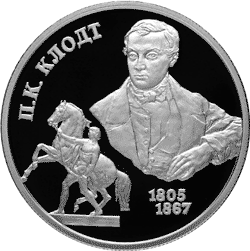
2-Rubel-Gedenkmünze zum 200. Geburtstag Clodts, 2005

Aus der angesehenen deutschbaltischen Adelsfamilie Clodt von Jürgensburg stammend, sein Cousin war der Maler Michail Clodt von Jürgensburg, begann Clodt seine Laufbahn als Offizier bei der Artillerie. In seiner Freizeit beschäftigte er sich mit Bildhauerei und besuchte als Gasthörer Kurse an der Petersburger Kunstakademie, wo ihm seine Meisterschaft, Pferde darzustellen, akademische Weihen und das Lob des Zaren einbrachte. Nikolaus I. werden die Worte in den Mund gelegt, Clodt schaffe „edlere Pferde als jeder preisgekrönte Hengst“. Einer seiner Lehrer war Wassili Jekimow.
Clodts bekannteste Gruppen von Pferdestatuen, die beiden Rossebändiger, wurden erstmals im Jahre 1842 von Zar Nikolaus I. an den Preußenkönig Friedrich Wilhelm IV. geschenkt, der die beiden Figurengruppen auf der Lustgartenterrasse vor dem Portal IV des Berliner Schlosses aufstellen ließ. Sie sind heute vor dem Gebäude des Kammergerichts im Heinrich-von-Kleist-Park zu finden; über ihre Rückführung an den Originalstandort wird diskutiert.
1843 erfolgte eine Wiederholung der beiden Rossebändiger für die Anitschkow-Brücke in Sankt Petersburg, wo sie jedoch erst 1850 aufgestellt wurden. Sie sind bis heute in gutem Zustand erhalten. Der König von Neapel bekam 1846 ebenfalls Kopien der beiden Rossebändiger, die seitdem an der Nordostecke des Palazzo Reale stehen.
Von Clodt stammt auch die 1848 bis 1855 geschaffene Bronzestatue Iwan Krylows, heute im Sommergarten. Es ist das erste im Russischen Reich zu Ehren eines Dichters errichtete Denkmal. Weiterhin arbeitete Clodt zusammen mit Wassili Iwanowitsch Demut-Malinowski am Denkmal des Heiligen Wladimirs in Kiew. Außerdem schuf er die Quadrigen auf dem Narva-Triumphbogen in Sankt Petersburg und auf dem Bolschoi-Theater in Moskau.
Clodts letztes bemerkenswertes Werk war ein Nachruf auf seinen Gönner in Form einer Reiterstatue Nikolaus’ I. auf dem Isaaks-Platz, welche die Besonderheit aufweist, als weltweit erste Reiterstatue mit nur zwei „Stützpunkten“, den Hinterbeinen des Pferdes, auszukommen. Nicht einmal die Bolschewiken, die in ganz Russland die Denkmäler der Zarenzeit schleiften, wagten es, diese einzigartige Statue zu zerstören.
Clodt starb am 20. November 1867 auf seinem Landsitz Chalala (heute Klevernoje, Oblast Leningrad) im Großfürstentum Finnland. Sein Sohn und sein Neffe setzten die künstlerische Tradition der Familie fort und wurden bekannte, zur Peredwischniki-Bewegung gehörende Maler.

## Ehrungen
Peter Clodt von Jürgensburg war seit 1852 Ehrenmitglied der Römischen Accademia di San Luca, später auch der Preußischen Akademie der Künste in Berlin und der Académie des Beaux-Arts in Paris. Außerdem wurde er am 31. Mai 1867 als ausländisches Mitglied in den Preußischen Orden Pour le Mérite für Wissenschaft und Künste aufgenommen.

## Werke (Auswahl)

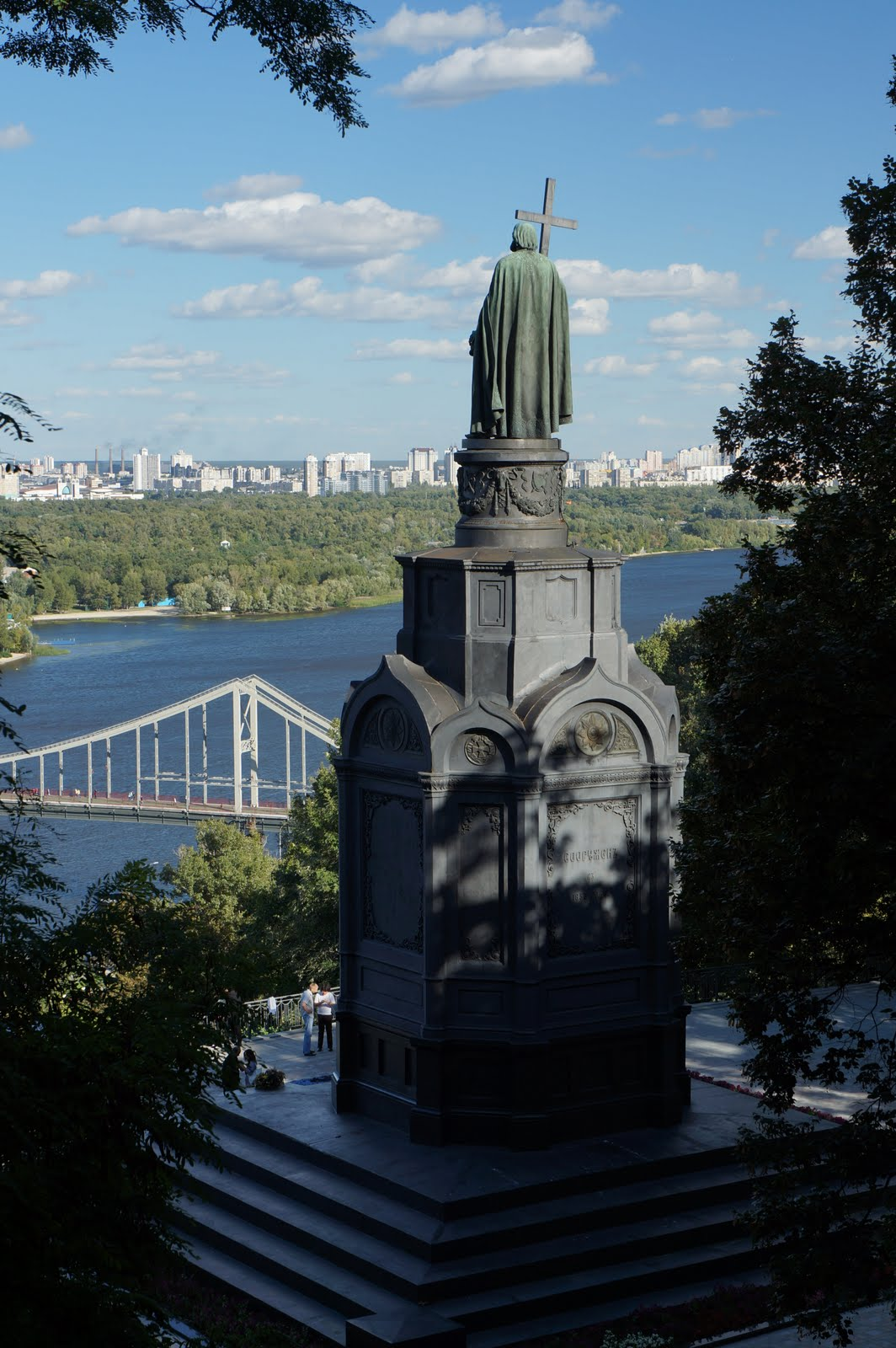
Standbild des Heiligen Wladimir, Kiew
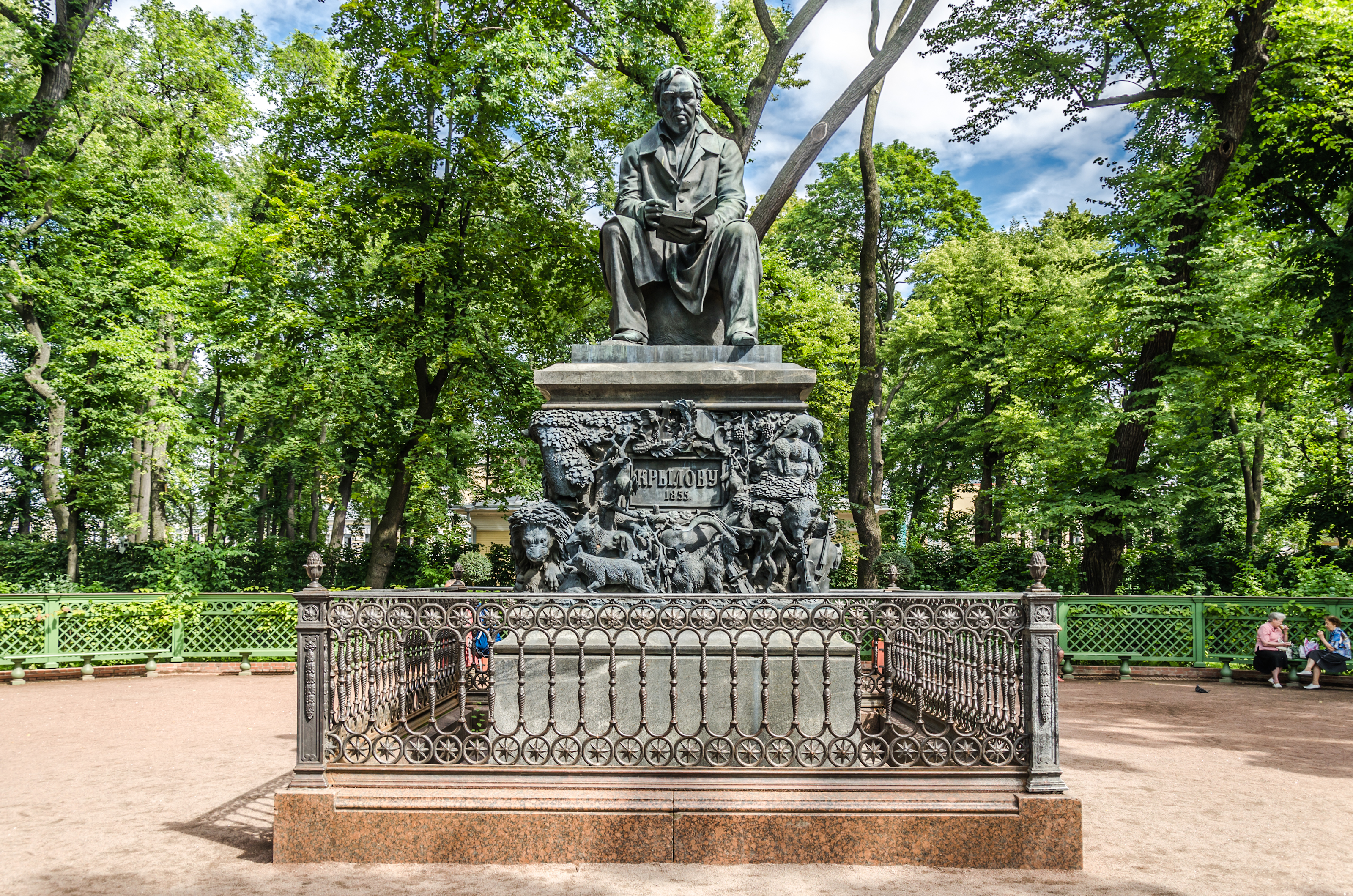
Iwan-Krylow-Denkmal, Sankt Petersburg
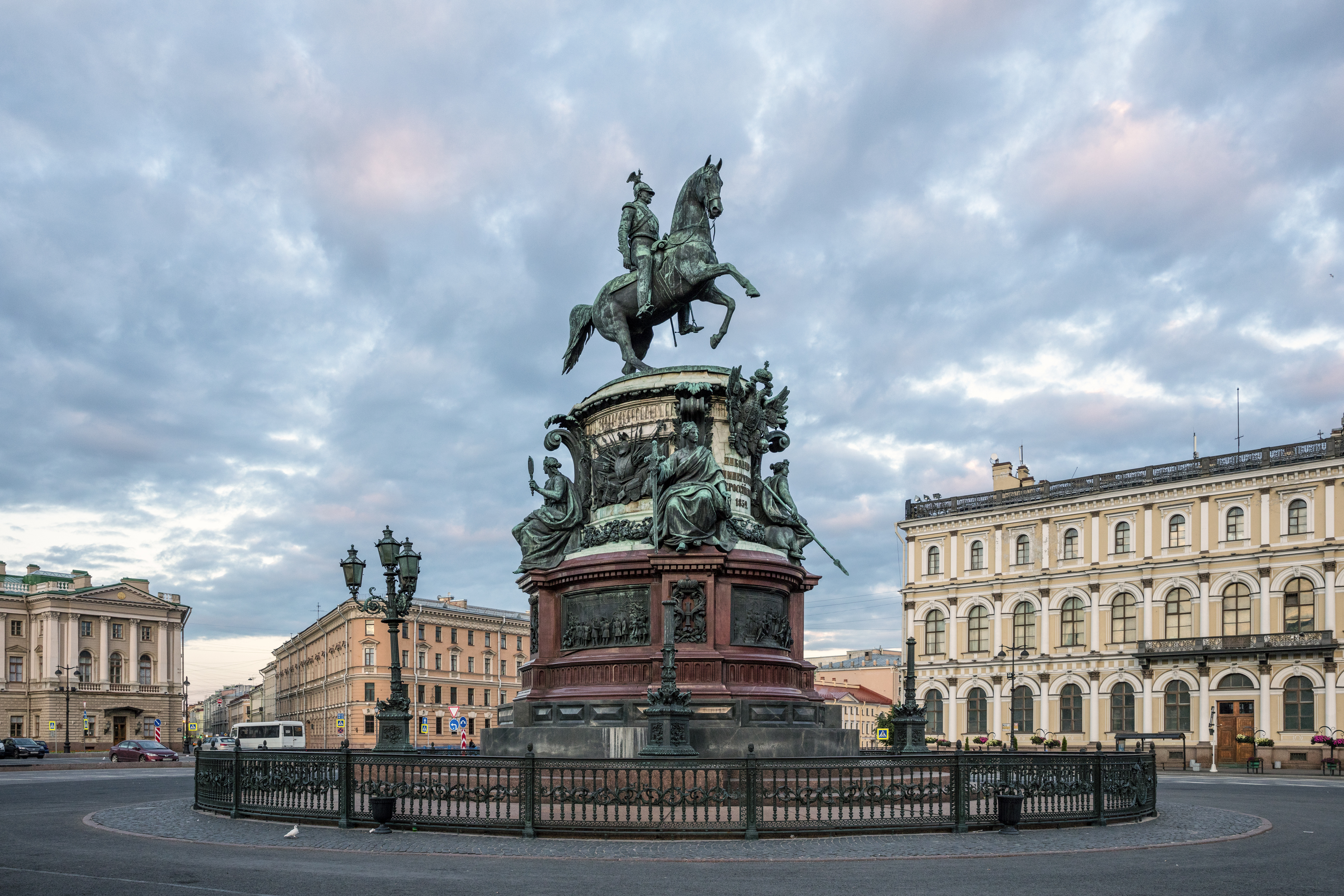
Reiterstandbild Nikolaus I., Sankt Petersburg
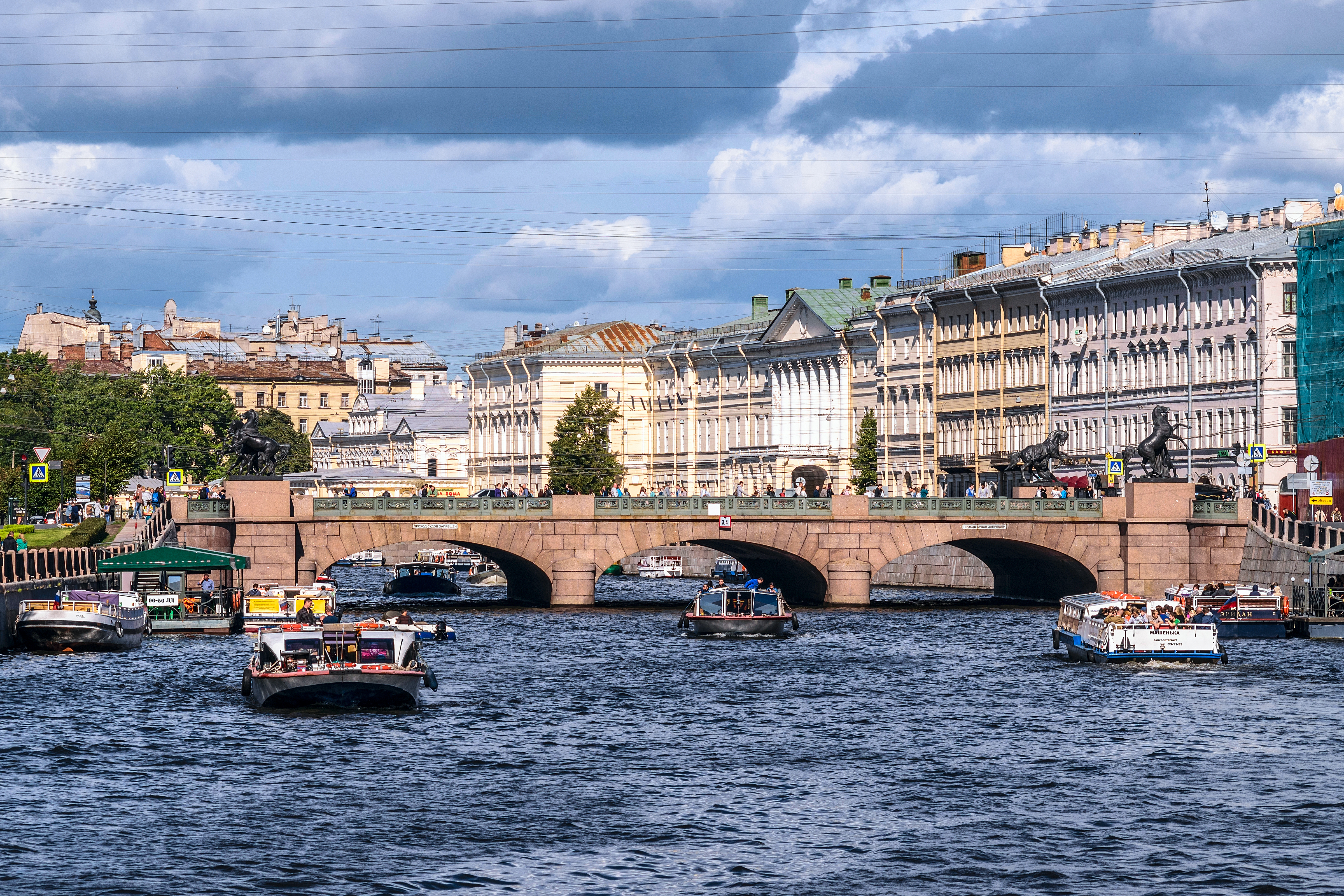
Rossebändiger auf der Anitschkow-Brücke, Sankt Petersburg
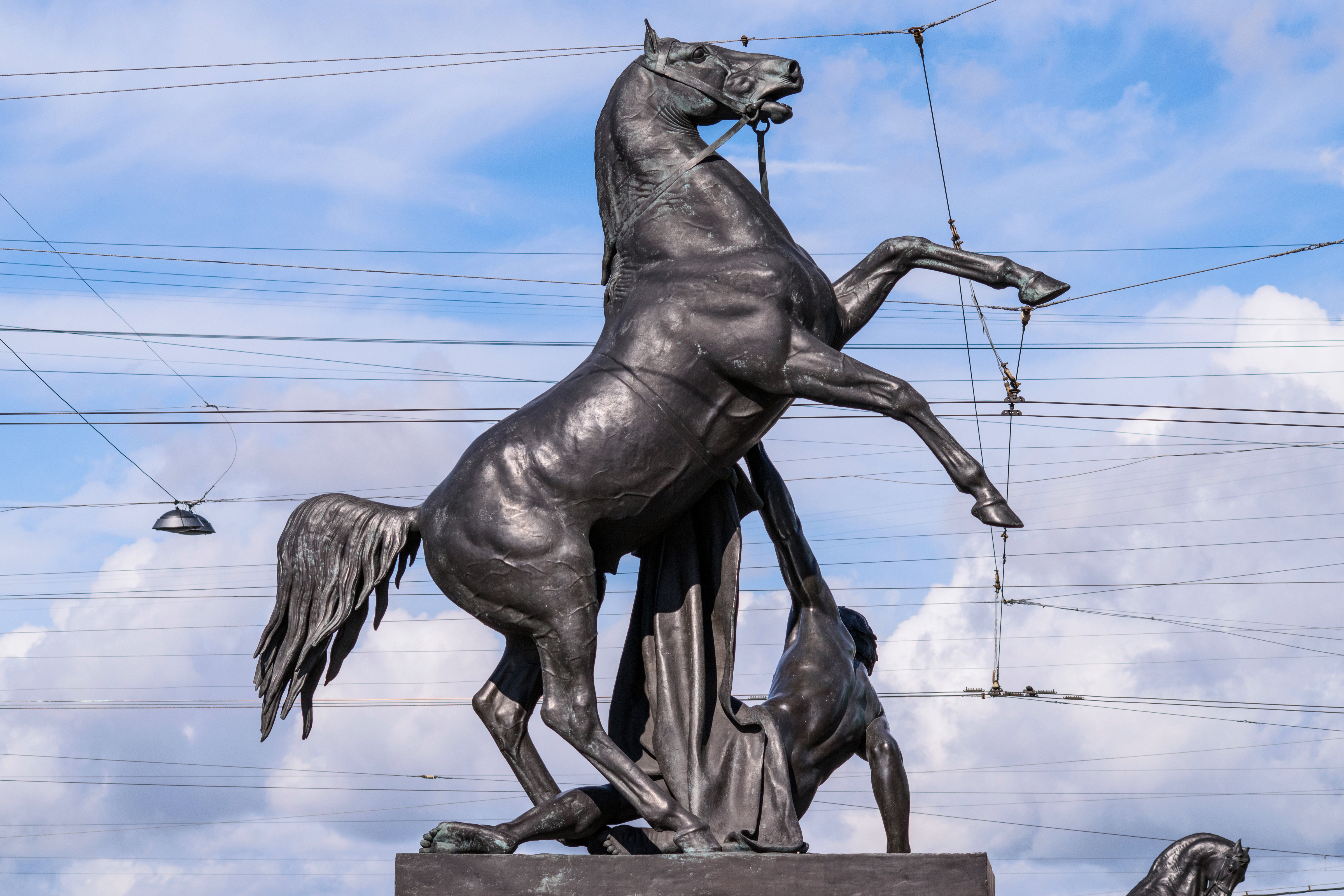
Rossebändiger 1
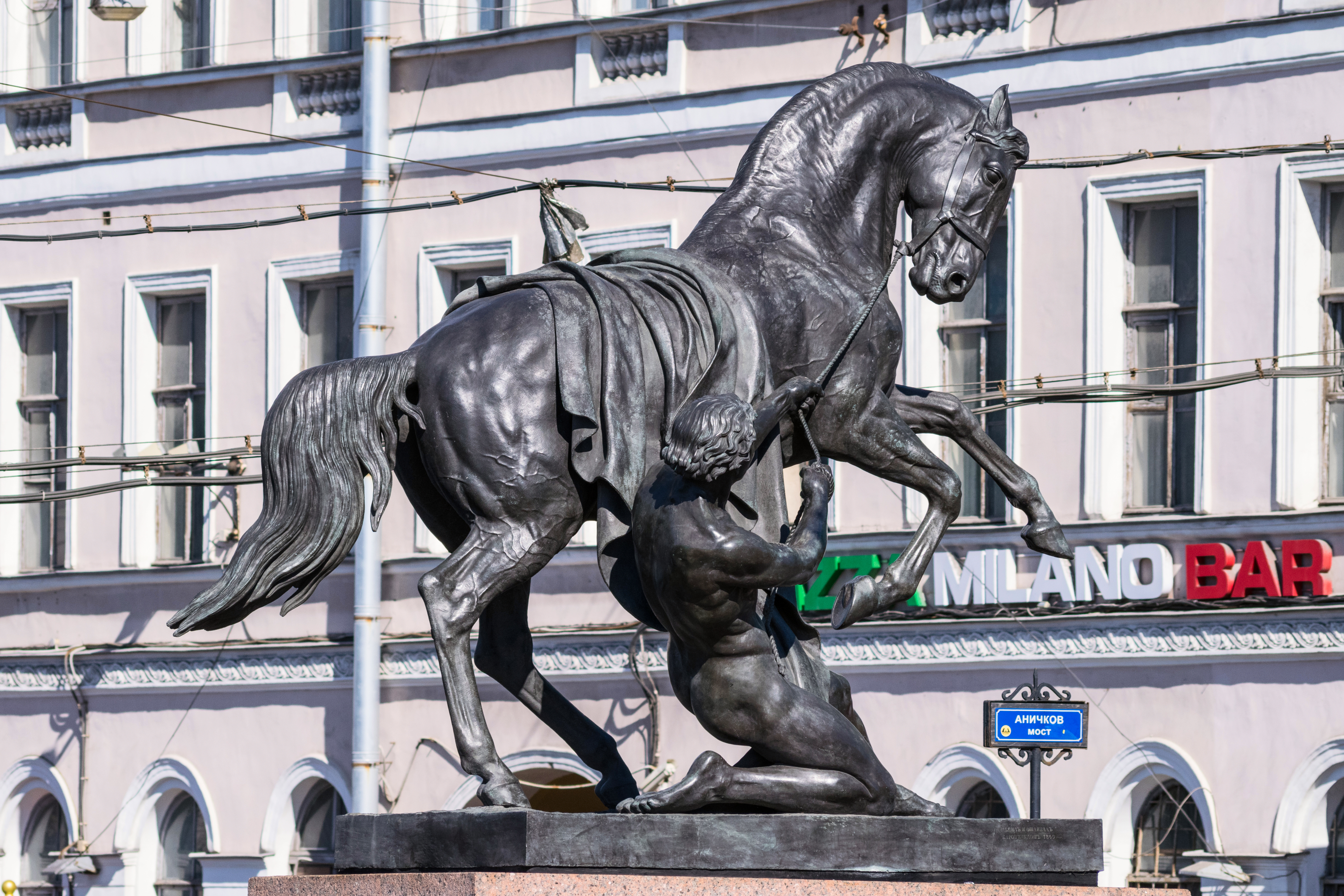
Rossebändiger 2
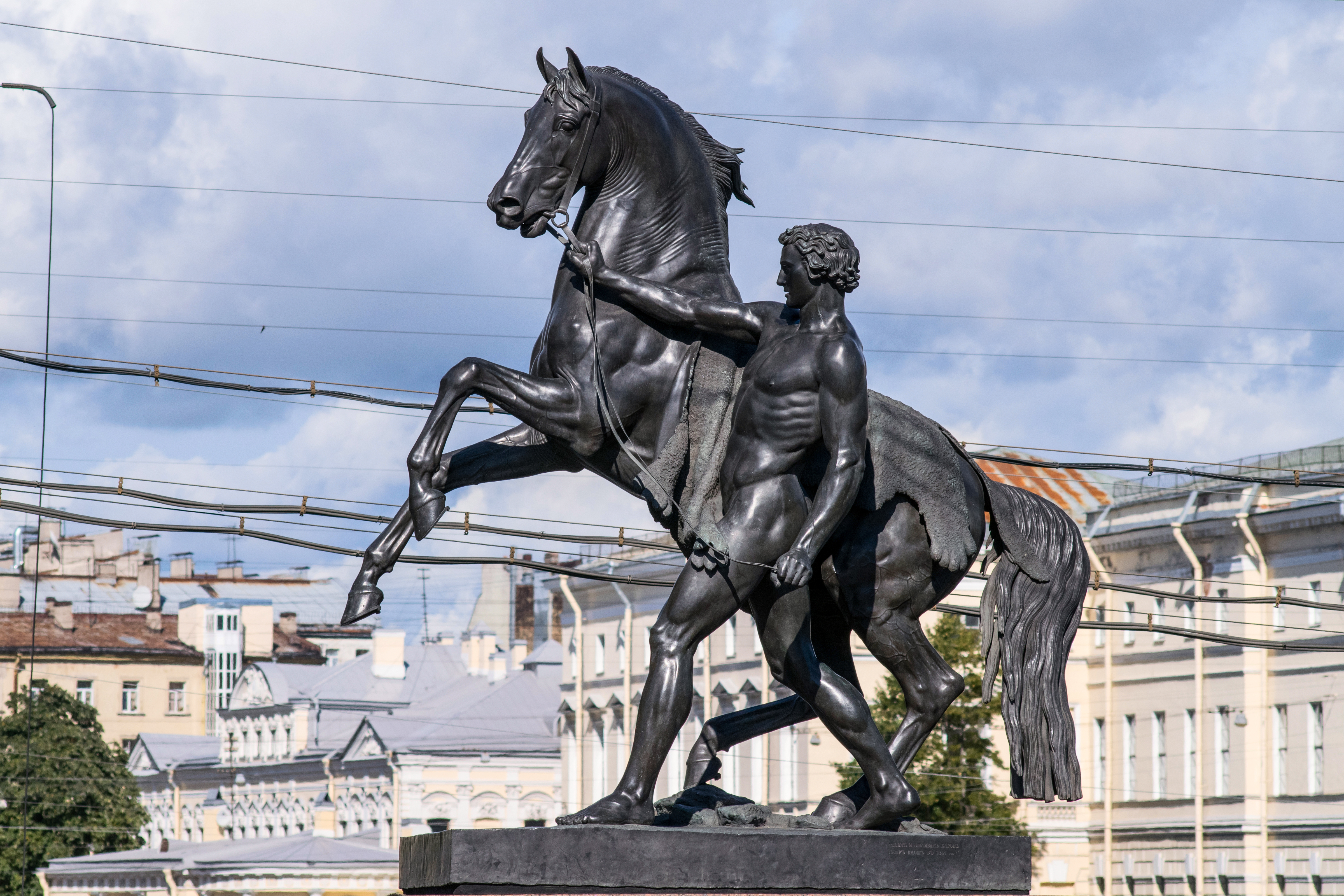
Rossebändiger 3
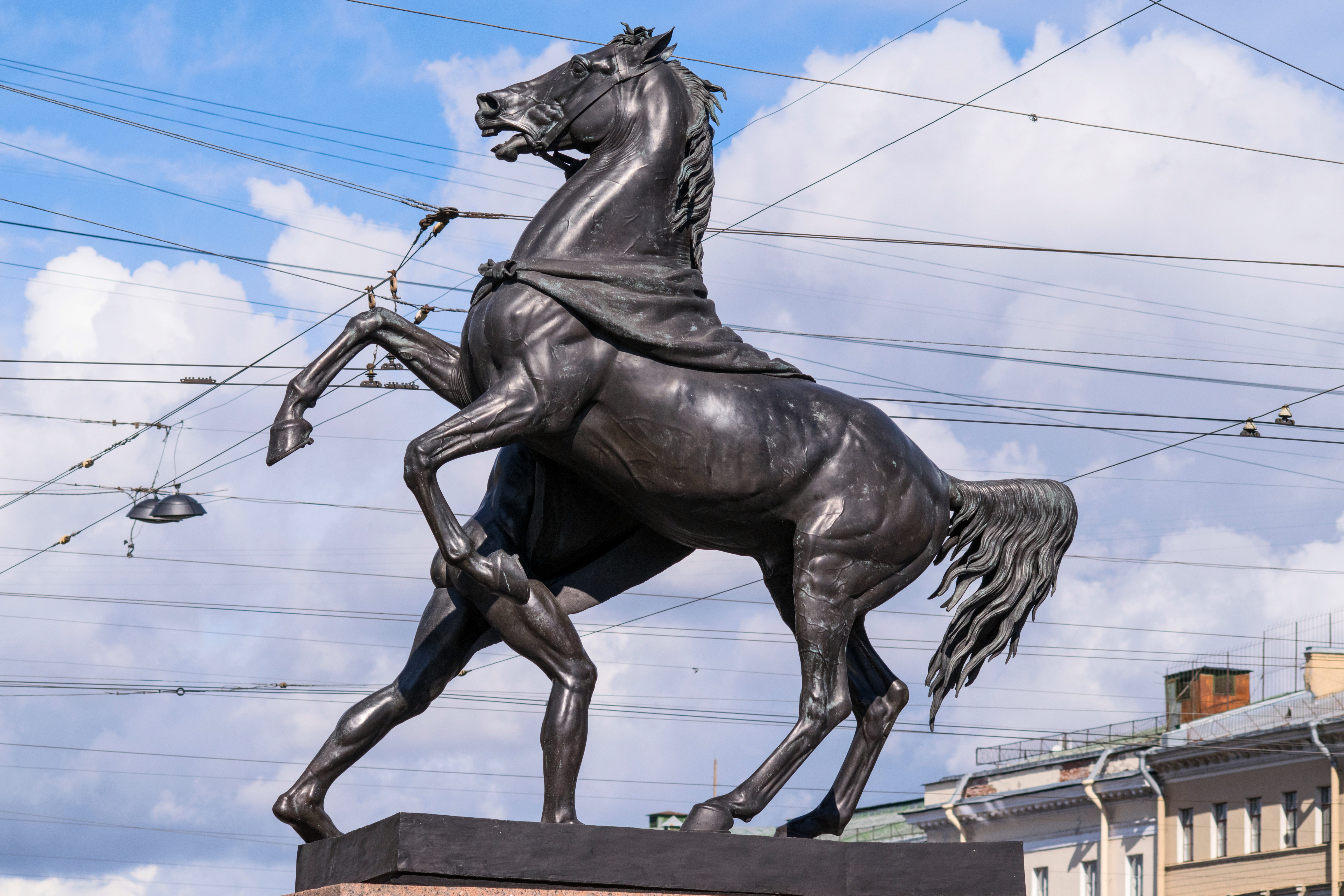
Rossebändiger 4
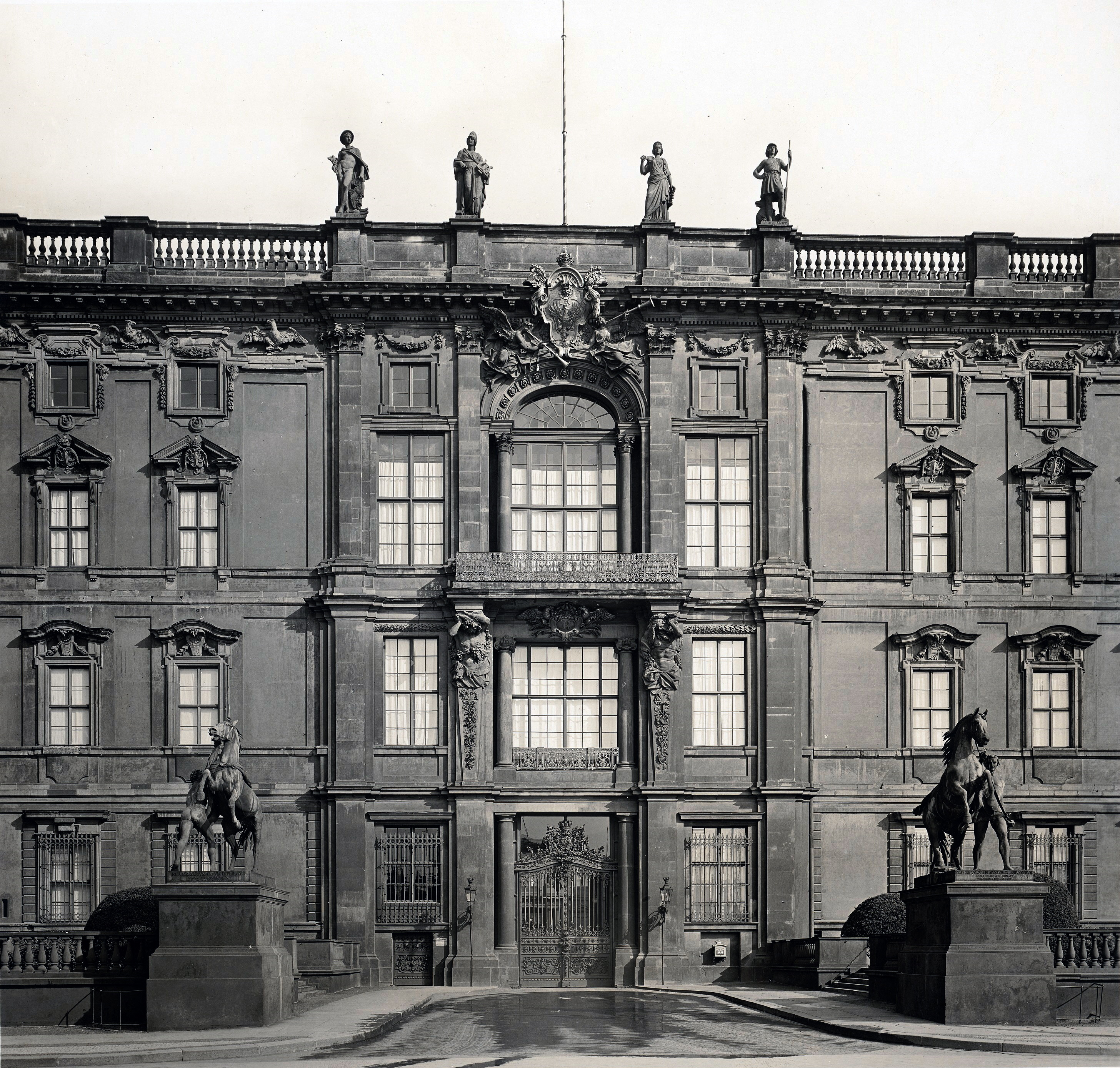
Rossebändiger vor dem Königlichen Schloss, Berlin
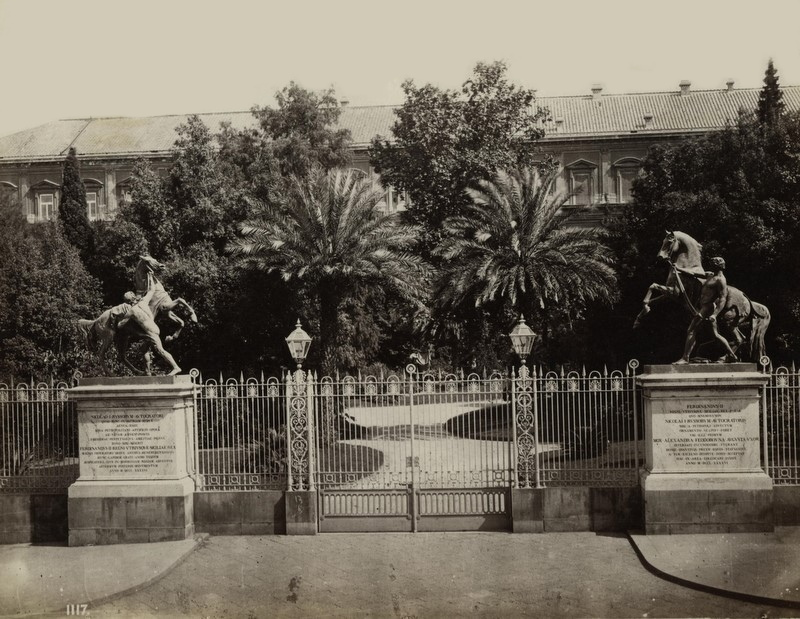
Rossebändiger vor dem Palazzo Reale, Neapel
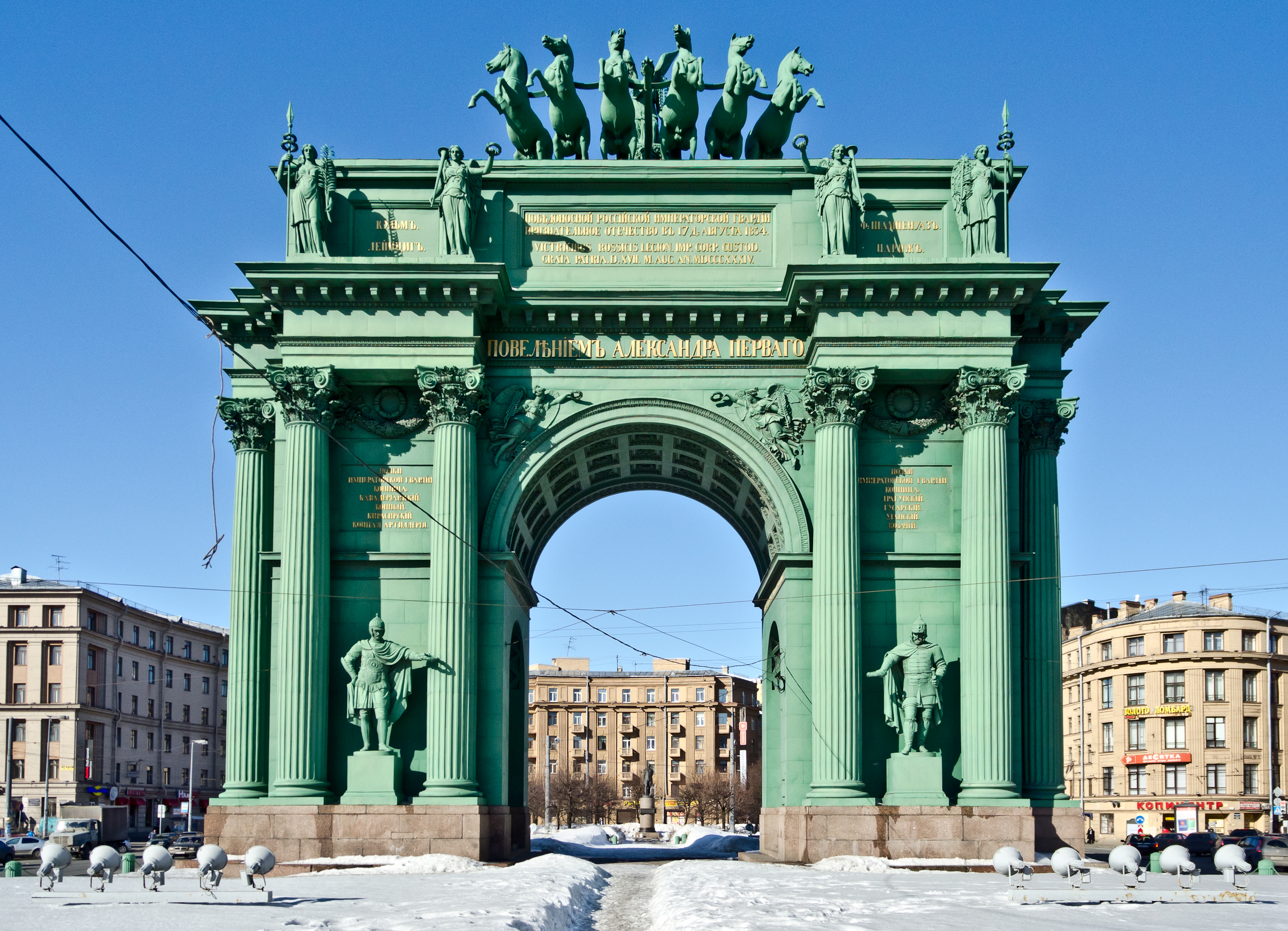
Quadriga auf dem Narva-Triumphbogen, Sankt Petersburg
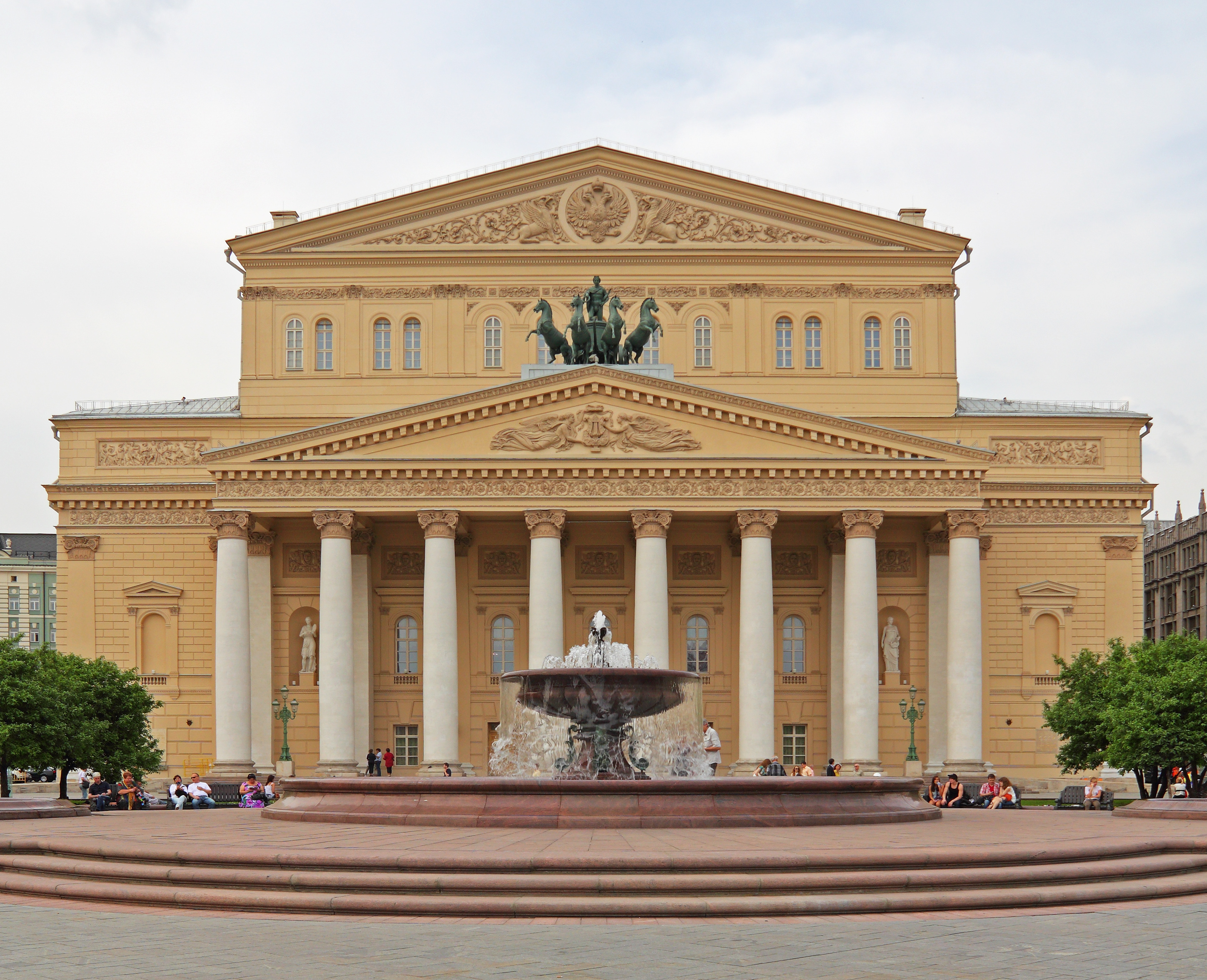
Quadriga auf dem Bolschoi-Theater, Moskau